# Теруаки Куробе
Теруаки Куробе (јап. 黒部 光昭; 6. март 1978) бивши је јапански фудбалер.

## Каријера
Током каријере је играо за Кјото Санга, Серезо Осака, Ависпа Фукуока и многе друге клубове.

## Репрезентација
За репрезентацију Јапана дебитовао је 2003. године. За тај тим је одиграо 4 утакмице.

## Статистика
| Јапан  | Јапан   | Јапан  |
| Година | Наступи | Голови |
| ------ | ------- | ------ |
| 2003.  | 4       | 0      |
| Укупно | 4       | 0      |